# Бил Вуковић
Бил Вуковић (енгл. Bill Vukovich; Фрезно, 13. децембар 1918 — Индијанаполис, 30. мај 1955) је био амерички аутомобилиста српског порекла. Био је познат као Вучко, Луди Рус (због жестоког стила вожње) или Мирни Србин (због смирености). Неколико возача његове генерације оценили су да је био најбољи возач који је икада ушао у амерички моторспорт.

## Такмичење

### Миџет кар трке
Пре него је почео Инди, Вуковић је возио Миџет кар (midget car) трке за тим Еделброк. Возио је на Западној америчкој обали у тиму УРА и освојио наслове 1945. и 1946. године. Вуковић је 1948. победио на Турској ноћној великој награди на Џилмор стадиону у Лос Анђелесу и 6 од задњих 8 трка на стази на стадиону прије него што је стаза затворена. Победио је 1950. године Национални миџет шампионат у организацији Америчке аутомобилске организације.

### Индијанаполис 500
Током другог пута на трци Инди 500 1952. године, брзо се попео са стартне позиције на средини трећег реда на прво место и доминантно водио 150 кругова пре него му је отказало скретање у 192. кругу од 200 колико се вози. Победио је застопно 1953. и 1954. године. Водио је на 71,7% трка на такмичењу и остао једини возач који има највише кругова водства три године заредом.

## Смрт на Индију
Вуковић је погинуо 1955. године у ланчаном судару у 57. кругу док је водио трку са 17 секунди предности испред другопласираног на трци Индијанаполис 500.
Вуковић је излазио из друге кривине, возећи се иза три спорија возача (Роџер Вард, Ал Келер и Џони Бојд), када је Вардов болид скренуо због налета густог дима. Келер је, избегавајући Варда по трави, изгубио контролу и отклизао се назад на стазу. Ударио је у Бојдов болид и поставио га на на Вуковићеву путању. Вуковићев болид је ударио у Бојдов, полетио, а онда слетио наглавачке иза заштитне ограде преврћући се неколико пута. То је било смртоносно за њега.
Вуковић је био један од два не само бивша победника, него и браниоца наслова који су погинули на такмичењу (други је био Флојд Робертс 1939) и једини бивши победник који је погинуо док је био у водству. Случајно или не, Робертсов болид је такође прелетио заштитну ограду приликом изласка из друге кривине током његове незгоде.

## Постхумне награде
- Вуковић је 1990. године укључен у Међународну миџет ауто-рејсинг кућу славних
- 1991. је укључен у Међународну моторспорт кућу славних
- 1992. је укључен у Америчку моторспорт кућу славних

## Породица
Његов син Бил Вуковић, други и унук Бил Вуковић, трећи су се такође такмичили на Индију. Вуковић други је завршио на другом месту 1973, а Вуковић трећи је проглашен дебитантом године за 1988. годину.

## Резултати на Инди 500
| Година | Болид  | Пол    | Квал.   | Старт  | Финиш  | Кругова | Водство | Одустао?  |
| ------ | ------ | ------ | ------- | ------ | ------ | ------- | ------- | --------- |
| 1951.  | 81     | 20     | 133.725 | 16     | 29     | 29      | 0       | Не        |
| 1952.  | 26     | 8      | 138.212 | 2      | 17     | 191     | 150     | Управљање |
| 1953.  | 14     | 1      | 138.392 | 1      | 1      | 200     | 195     | Не        |
| 1954.  | 14     | 19     | 138.478 | 15     | 1      | 200     | 90      | Не        |
| 1955.  | 4      | 5      | 141.071 | 3      | 25     | 56      | 50      | Удес      |
| Укупно | Укупно | Укупно | Укупно  | Укупно | Укупно | 676     | 485     |           |

| Старт        | 5 |
| Пол позиције | 1 |
| Први ред     | 1 |
| Победе       | 2 |
| Топ 5        | 2 |
| Топ 10       | 2 |
| Одустајања   | 3 |

## Преглед каријере у светском шампионату Формуле 1
Индијанаполис 500 је био део ФИА светског шампионата од 1950 — 1960. године. Возачи који су учествовали на Индију током тих година имали су учешће (у поенима, статистици итд.) у светском шампионату Формуле 1. Бил Вуковић је учествовао у 5 трка шампионата. Кренуо је са пол позиције једном, победио на две трке, поставио три најбржа времена и завршио на подијуму два пута. Укупно је скупио 19 поена.